# Daewoo Damas
O  Daewoo Damas  é um veículo tipo van e um mini caminhão da Daewoo.